# یواس‌اس فلیسیا (پی‌وای‌سی-۳۵)
یواس‌اس فلیسیا (پی‌وای‌سی-۳۵) (به انگلیسی: USS Felicia (PYc-35)) یک کشتی بود که طول آن ۱۴۷ فوت ۹ اینچ (۴۵٫۰۳ متر) بود. این کشتی در سال ۱۹۳۱ ساخته شد.